# Sophta incerta
Sophta incerta là một loài bướm đêm trong họ Noctuidae.